# Струнга (Ясси)
Струнга (рум. Strunga) — село у повіті Ясси в Румунії. Входить до складу комуни Струнга.
Село розташоване на відстані 310 км на північ від Бухареста, 48 км на захід від Ясс.

## Населення
За даними перепису населення 2002 року у селі проживала 661 особа, усі — румуни. Усі жителі села рідною мовою назвали румунську.

## Галерея

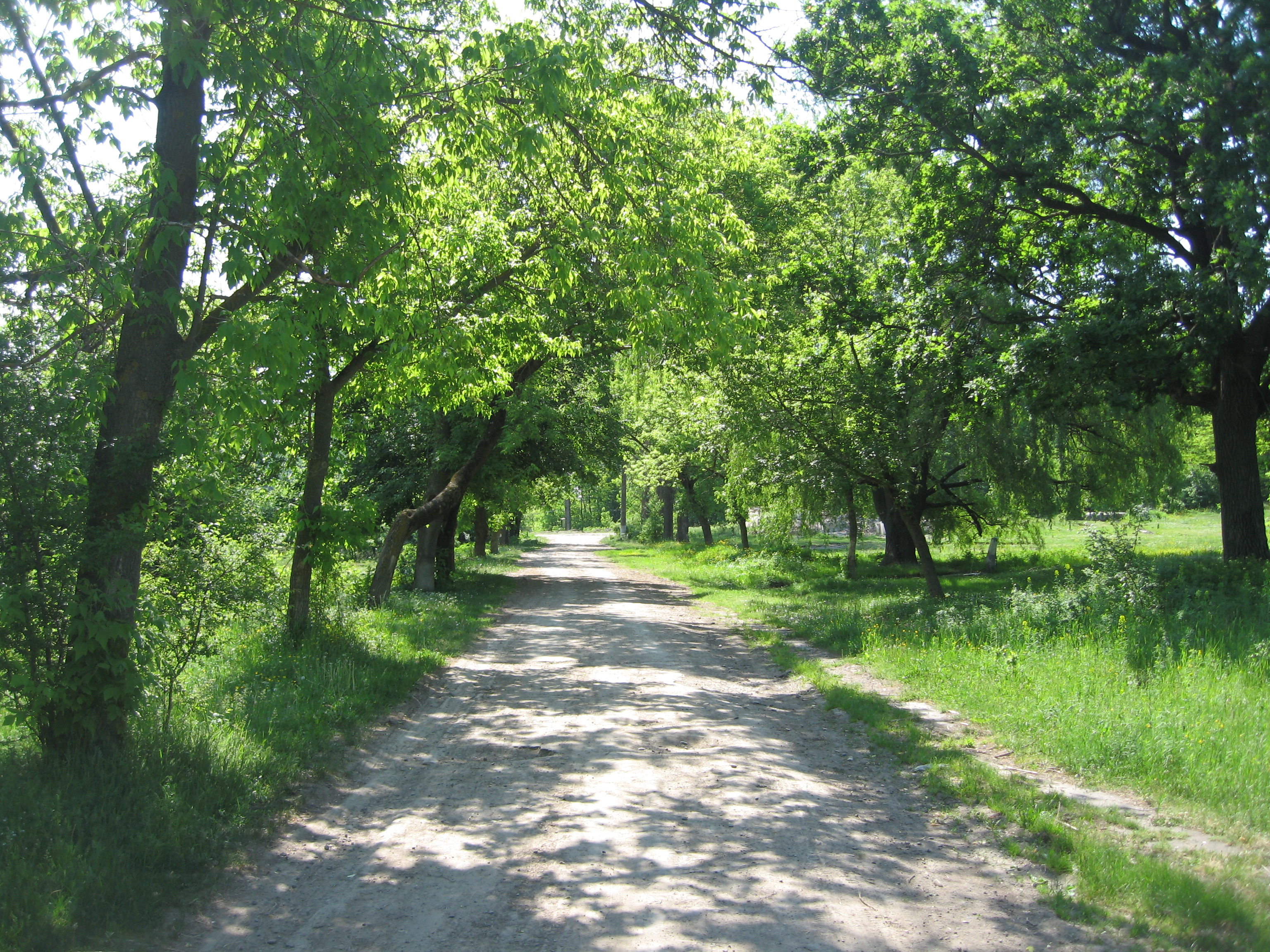
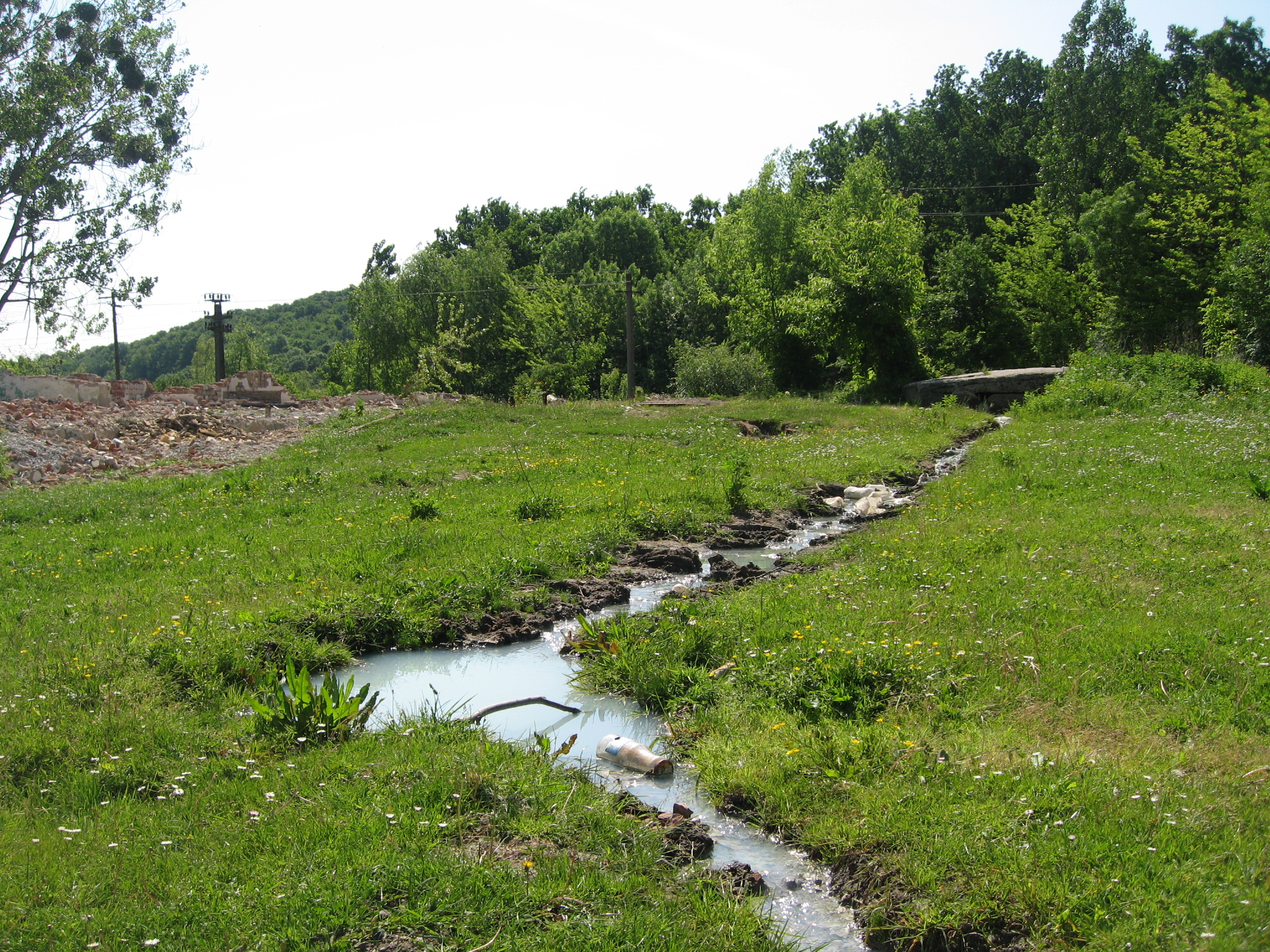
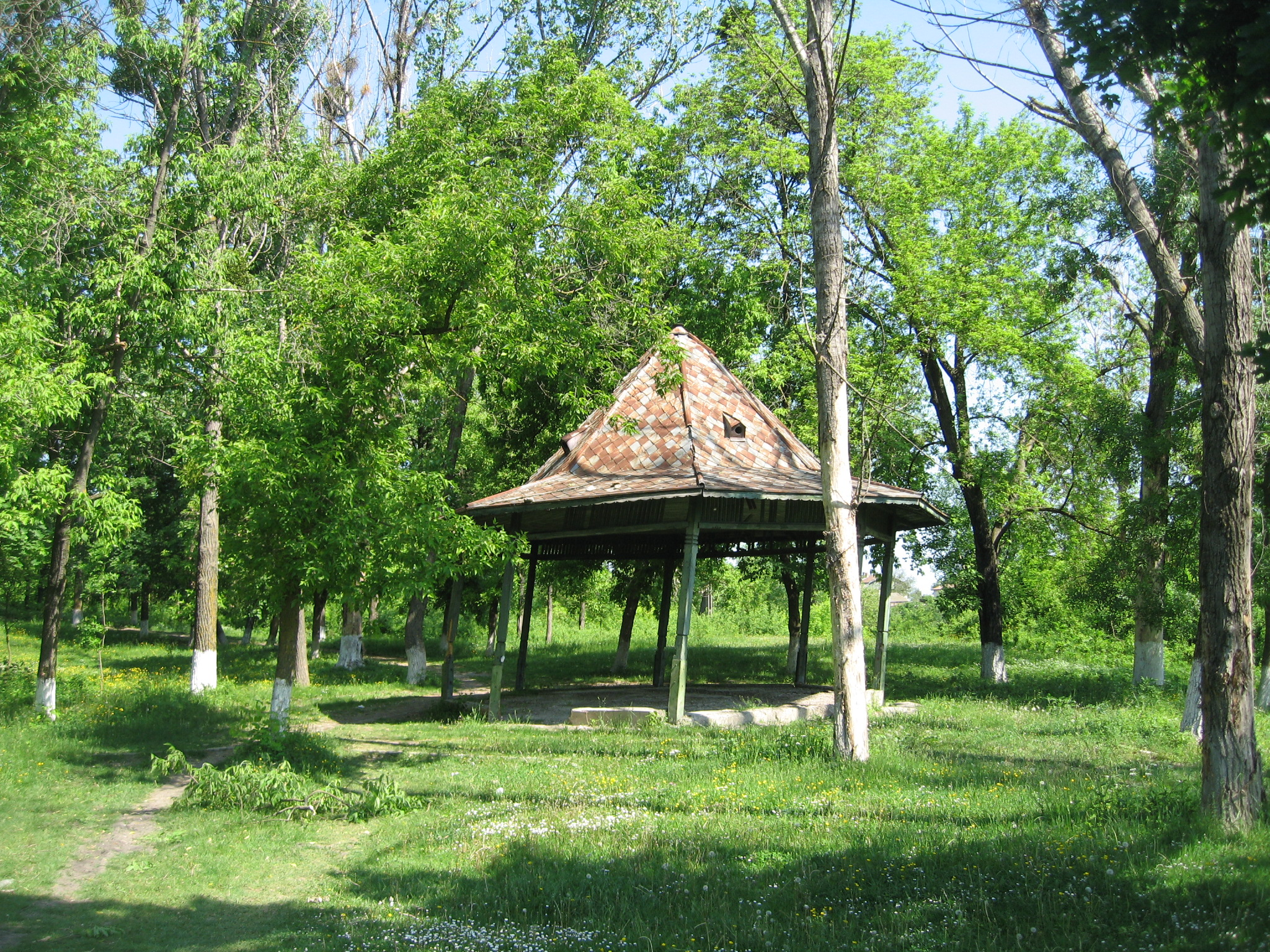